# Kaj Siesjö
Kaj Sigurd Siesjö, född 27 januari 1920 i Göteborg, död 2 april 1985 i Perstorp, var en svensk målare, grafiker och tecknare.
Han var son till ingenjören Knut Siesjö och Anna-Lisa Malmros och från 1953 gift med sjuksköterskan Inger Bernholtz. Siesjö arbetade först som möbelsnickare innan han övergick till sitt konstnärskap. Han studerade vid Skånska målarskolan i Malmö 1943–1945 och vid Wadsjærs målarskola i Köpenhamn 1946–1946 samt vid Otte Skölds målarskola i Stockholm 1946–1947 och under ett antal studieresor till Frankrike och Spanien. Hans tidiga konst består av ett naturalistiskt måleri men efter att han besökte Paris 1949 kom han i kontakt med de moderna konstströmningarna som han tog till sig. Tillsammans med Bengt Orup och Torsten Hult bildade han konstnärsgruppen Grupp III som genomförde gemensamma utställningar och gav ut egna grafikmappar. Han var elev och medhjälpare till Pär Siegård vid utförandet av korfreskerna i Gustav Adolfskyrkan i Borås och Emitslövs kyrka samt Norra Sandby kyrka 1950–1953. Därefter utförde han egna fresker i Perstorps nya folkskola, Oderljunga kyrka, församlingshemmet i Örkelljunga och ett bårhus i Rökne, dessutom utförde han målningar på predikstolen i Skåne-Asks kyrka och bänkspeglarna i Förslövs kyrka. Separat ställde han bland annat ut i Kristianstad, Lund, Växjö och Limhamn. Tillsammans med Bertil Landelius ställde han ut i Karlskrona och Borås och tillsammans med Gustav Arne och Torsten Hult i Höganäs samt med Grupp III. Sedan mitten av 1940-talet medverkade han nästan årligen i utställningarna Kulla-konst i Höganäs och Helsingborgs konstförenings utställningar på Vikingsbergs konstmuseum. Han medverkade i utställningar arrangerade av konstföreningarna i Ängelholm, Hässleholm och Landskrona. Hans konst består av porträttstudier och religiösa motiv samt figurer utförda i ett flertal olika tekniker. Siesjö är representerad vid Helsingborgs museum och Arkivet för dekorativ konst i Lund.